# جون كلاي (لاعب كرة قدم أمريكية أمريكي)
جون كلاي (بالإنجليزية: John Clay)‏ هو لاعب كرة قدم أمريكية أمريكي، ولد في 4 يناير 1988 في راسين في الولايات المتحدة.

## وصلات خارجية
- جون كلاي (لاعب كرة قدم أمريكية أمريكي) على موقع مرجع كرة القدم المحترفة.كوم (الإنجليزية)